# Зюльган
Зюльган (устар. Серва) — река в России, протекает по Кудымкарскому району Пермского края. Длина реки составляет 10 км. Устье реки находится в 138 км от устья Иньвы по левому берегу на высоте 124 метра над уровнем моря.
На реке стоят деревни Зюльганова, Малая- и Большая Серва и Плотникова. Основной приток — речка Сюром, впадает слева.

## Данные водного реестра
По данным государственного водного реестра России относится к Камскому бассейновому округу, водохозяйственный участок реки — Кама от города Березники до Камского гидроузла, без реки Косьва (от истока до Широковского гидроузла), Чусовая и Сылва, речной подбассейн реки — бассейны притоков Камы до впадения Белой. Речной бассейн реки — Кама.
Код объекта в государственном водном реестре — 10010100912111100008090.